# Цікава (Гросуплє)
Цікава (словен. Cikava) — поселення в общині Гросуплє, Осреднєсловенський регіон, Словенія. Висота над рівнем моря: 338,7 м.